# 劇団河
劇団河（げきだんかわ）は、かつて存在した日本の声優事務所。プロダクション河表記もある。本項では、前身の河の会に関しても記載する。

## 概要
1960年、NHKが主催していたタレント養成所の卒業生で結成された劇団三十人会を前身とし、千葉順二らによって河の会が結成。
当初は演劇集団で舞台活動が多かったが、次第に吹き替えなど声の仕事が増えたことで、1965年頃には実質的に声優事務所のような存在となっていた。そのため、当時声優として著名な人物は河の会所属が多かったという。
1975年頃、所属する愛川欽也が個人事務所を立ち上げたり、納谷六朗らが江崎プロダクション（現:マウスプロモーション）へ移籍し、その後しばらくして解散。在籍していた一部メンバーで劇団河を結成した。
事務所は東京都新宿区信濃町、慶應義塾大学信濃町キャンパスの近隣にあった。

## かつて所属していた俳優
※「河の会」時代も含む。
- 愛川欽也[5]（愛川企画室へ移籍後死去）
- 青野武[5]（青二プロダクションへ移籍後死去）
- 浅井淑子（現所属：81プロデュース）
- 朝戸鉄也（テアトル・エコーへ移籍後死去）
- あたか誠（旧名：安宅誠、現所属：アクセント）
- 雨森雅司[5]（青二プロダクションへ移籍後死去）
- 池田優こ
- 加藤みどり[5]（フリー）
- 金子亜矢子[6]
- 兼本新吾[6]（在籍中に死去）
- 上恭ノ介[6]（現所属：リベルタ）
- 肝付兼太[5]（81プロデュースへ移籍後死去）
- 栗葉子
- 嶋俊介（青二プロダクションへ移籍後死去）
- 島木綿子
- 白川澄子[6]（在籍中に死去）
- 諏訪孝二（引退後死去）
- 高橋和枝（フリー転向後死去）
- 千葉順二（群六舎プロダクション、江崎プロダクションへ移籍後死去）
- 津田喬（現所属：リベルタ）
- 富山敬[5]（ぷろだくしょんバオバブへ移籍後死去）
- 中曽根雅夫（引退後死去）[7]
- 納谷六朗[5]（江崎プロダクション→マウスプロモーションへ移籍後死去）
- 二又一成（現所属：東京俳優生活協同組合）
- 水鳥鐵夫（アーツビジョンへ移籍後死去）
- 森功至（現所属：プラスワンカンパニー）
- 矢田稔[5]（元代表、現所属：ケッケコーポレーション）
- 和田啓（元代表[7]、フリー）
- 渡辺知子[8]
- 渡辺典子（引退後死去）
- 向井真理子[5]（現所属：81プロデュース）
- 佐原妙子

## キャスティング協力作品
- ウルトラマン物語
- ウルトラ6兄弟VS怪獣軍団
- 恐竜大戦争アイゼンボーグ
- 恐竜戦隊コセイドン
- ザ☆ウルトラマン
- アンドロメロス